# NGC 6052-1
NGC 6052-1 في الفهرس العام الجديد، هي مجرة، تقع في كوكبة الجاثي. اكتشفت .

## روابط خارجية
- NGC 6052-1 على موقع ويكي سكاي: DSS2, SDSS, GALEX, IRAS, Hydrogen α, X-Ray, Astrophoto, Sky Map, Articles and images